# Clifford Robinson (cestista 1966)
Clifford Ralph Robinson (Buffalo, 16 dicembre 1966 – Portland, 29 agosto 2020) è stato un cestista statunitense, professionista della NBA.

## Biografia
Nel marzo 2017 ebbe un ictus che gli causò la paralisi temporanea della parte sinistra del corpo; nel  2019 venne operato per l'asportazione di un tumore alla mandibola, a seguito del quale è morto il 29 agosto 2020 all'età di 53 anni.

## Carriera
Robinson iniziò la sua carriera alla University of Connecticut; il 5 febbraio 2007, il numero "00" di Clifford è stato ritirato dall'Università. Nel 1989 fu scelto alla 36ª scelta del draft NBA dai Portland Trail Blazers (non bisogna confondersi con il Cliff Robinson che giocò nella lega dal 1980 al 1992). Nel 1993 ricevette il NBA Sixth Man of the Year Award.
Il 25 agosto 1997 firmò da free agent con i Phoenix Suns, dove rimase per tre stagioni. In questo lasso di tempo ebbe il record di 50 punti in una partita, il 16 gennaio 2000 contro i Denver Nuggets.
Robinson fu ceduto ai Detroit Pistons il 29 giugno 2001 in cambio di Jud Buechler e John Wallace. Poi fu ceduto ancora, stavolta ai Golden State Warriors il 21 agosto 2003 insieme a Pepe Sánchez in cambio di Bob Sura.
Il 14 febbraio 2005 fu venduto ai New Jersey Nets in cambio di due scelte al draft. L'11 agosto 2006 i New Jersey hanno rinnovato il contratto a Robinson, il quale all'età di 40 anni si è ritrovato a essere il secondo giocatore più vecchio della NBA dopo Dikembe Mutombo.

## Sospensioni
Robinson fu arrestato e sospeso per una partita dalla NBA nel febbraio del 2001 per possesso di marijuana. Nel febbraio 2005 fu sospeso nuovamente per 5 giornate e poi per altre 5 il 12 maggio 2006 per aver violato le regole sull'uso di droghe per la seconda volta in due stagioni.

## Statistiche
| † | Denota le stagioni in cui ha vinto il titolo |
| * | Primo nella lega                             |

### NCAA
| Anno       | Squadra       | PG  | PT | MP   | TC%  | 3P%  | TL%  | RP  | AP  | PRP | SP  | PP   |
| ---------- | ------------- | --- | -- | ---- | ---- | ---- | ---- | --- | --- | --- | --- | ---- |
| 1985-1986  | UConn Huskies | 28  | -  | 15,8 | 36,6 | -    | 61,0 | 3,1 | 0,5 | 0,4 | 0,4 | 5,6  |
| 1986-1987  | UConn Huskies | 16  | -  | 34,3 | 42,0 | 33,0 | 57,0 | 7,4 | 2.0 | 0,7 | 0,7 | 18,1 |
| 1987-1988† | UConn Huskies | 34  | -  | 31,7 | 47,9 | -    | 65,5 | 6,9 | 1,3 | 1,0 | 1,4 | 17,6 |
| 1988-1989  | UConn Huskies | 31  | -  | 31,4 | 47,0 | 33,3 | 68,4 | 7,4 | 1,5 | 1,8 | 1,4 | 20,0 |
| Carriera   | Carriera      | 109 | -  | 28,0 | 45,2 | 33,3 | 64,4 | 6,1 | 1,2 | 1,0 | 1,1 | 15,3 |

### NBA

#### Regular Season
| Anno      | Squadra             | PG   | PT  | MP   | TC%  | 3P%  | TL%  | RP  | AP  | PRP | SP  | PP   |
| --------- | ------------------- | ---- | --- | ---- | ---- | ---- | ---- | --- | --- | --- | --- | ---- |
| 1989-1990 | Portland T. Blazers | 82*  | 0   | 19,1 | 39,7 | 27,3 | 55,0 | 3,8 | 0,9 | 0,6 | 0,6 | 9,1  |
| 1990-1991 | Portland T. Blazers | 82*  | 11  | 23,7 | 46,3 | 31,6 | 65,3 | 4,3 | 1,8 | 1,0 | 0,9 | 11,7 |
| 1991-1992 | Portland T. Blazers | 82   | 7   | 25,9 | 46,6 | 9,1  | 66,4 | 5,1 | 1,7 | 1,0 | 1,3 | 12,4 |
| 1992-1993 | Portland T. Blazers | 82   | 12  | 31,4 | 47,3 | 24,7 | 69,0 | 6,6 | 2,2 | 1,2 | 2,0 | 19,1 |
| 1993-1994 | Portland T. Blazers | 82*  | 64  | 34,8 | 45,7 | 24,5 | 76,5 | 6,7 | 1,9 | 1,4 | 1,4 | 20,1 |
| 1994-1995 | Portland T. Blazers | 75   | 73  | 36,3 | 45,2 | 37,1 | 69,4 | 5,6 | 2,6 | 1,1 | 1,1 | 21,3 |
| 1995-1996 | Portland T. Blazers | 78   | 76  | 38,2 | 42,3 | 37,8 | 66,4 | 5,7 | 2,4 | 1,1 | 0,9 | 21,1 |
| 1996-1997 | Portland T. Blazers | 81   | 79  | 38,0 | 42,6 | 34,6 | 69,6 | 4,0 | 3,2 | 1,2 | 0,8 | 15,1 |
| 1997-1998 | Phoenix Suns        | 80   | 64  | 29,5 | 47,9 | 32,1 | 68,9 | 5,1 | 2,1 | 1,2 | 1,1 | 14,2 |
| 1998-1999 | Phoenix Suns        | 50*  | 35  | 34,8 | 47,5 | 41,7 | 69,7 | 4,5 | 2,6 | 1,5 | 1,2 | 16,4 |
| 1999-2000 | Phoenix Suns        | 80   | 67  | 35,5 | 46,4 | 37,0 | 78,2 | 4,5 | 2,8 | 1,1 | 0,8 | 18,5 |
| 2000-2001 | Phoenix Suns        | 82   | 82  | 33,5 | 42,2 | 36,1 | 70,9 | 4,1 | 2,9 | 1,1 | 1,0 | 16,4 |
| 2001-2002 | Detroit Pistons     | 80   | 80  | 35,7 | 42,5 | 37,8 | 69,4 | 4,8 | 2,5 | 1,1 | 1,2 | 14,6 |
| 2002-2003 | Detroit Pistons     | 81   | 69  | 34,9 | 39,8 | 33,6 | 67,6 | 3,9 | 3,3 | 1,1 | 1,1 | 12,6 |
| 2003-2004 | G.S. Warriors       | 82   | 82  | 34,7 | 38,7 | 35,7 | 71,1 | 3,9 | 3,3 | 0,8 | 0,9 | 11,8 |
| 2004-2005 | G.S. Warriors       | 42   | 29  | 26,0 | 39,8 | 33,1 | 60,3 | 2,7 | 1,8 | 1,0 | 0,9 | 8,5  |
| 2004-2005 | N.J. Nets           | 29   | 0   | 20,7 | 36,1 | 37,9 | 69,2 | 3,3 | 1,0 | 0,6 | 0,5 | 6,0  |
| 2005-2006 | N.J. Nets           | 80   | 13  | 23,3 | 42,7 | 34,3 | 65,8 | 3,3 | 1,1 | 0,6 | 0,5 | 6,9  |
| 2006-2007 | N.J. Nets           | 50   | 1   | 19,1 | 37,2 | 37,9 | 44,4 | 2,4 | 1,0 | 0,2 | 0,5 | 4,1  |
| Carriera  | Carriera            | 1380 | 844 | 30,8 | 43,8 | 35,6 | 68,9 | 4,6 | 2,2 | 1,0 | 1,0 | 14,2 |
| All-Star  | All-Star            | 1    | 0   | 18,0 | 62,5 | 0,0  | -    | 2,0 | 5,0 | 1,0 | 0,0 | 10,0 |

#### Play-off
| Anno     | Squadra             | PG  | PT | MP   | TC%  | 3P%  | TL%   | RP  | AP  | PRP | SP  | PP   |
| -------- | ------------------- | --- | -- | ---- | ---- | ---- | ----- | --- | --- | --- | --- | ---- |
| 1990     | Portland T. Blazers | 21* | 6  | 18,6 | 35,8 | 0,0  | 55,8  | 4,1 | 1,1 | 0,9 | 1,1 | 6,5  |
| 1991     | Portland T. Blazers | 16  | 0  | 22,1 | 53,8 | 33,3 | 55,1  | 3,9 | 1,1 | 0,4 | 1,0 | 10,3 |
| 1992     | Portland T. Blazers | 21  | 0  | 24,9 | 46,2 | 16,7 | 57,1  | 4,2 | 2,0 | 1,0 | 1,0 | 10,8 |
| 1993     | Portland T. Blazers | 4   | 0  | 32,8 | 26,2 | 0,0  | 40,9  | 4,3 | 1,5 | 1,5 | 1,8 | 10,3 |
| 1994     | Portland T. Blazers | 4   | 4  | 37,3 | 41,2 | 22,2 | 87,5  | 6,3 | 2,5 | 0,8 | 1,5 | 16,3 |
| 1995     | Portland T. Blazers | 3   | 3  | 39,7 | 36,2 | 23,5 | 56,3  | 6,3 | 2,7 | 0,7 | 0,3 | 15,7 |
| 1996     | Portland T. Blazers | 5   | 5  | 36,2 | 34,4 | 26,1 | 75,7  | 3,6 | 1,6 | 1,4 | 1,0 | 15,2 |
| 1997     | Portland T. Blazers | 4   | 4  | 40,3 | 36,2 | 18,8 | 68,8  | 6,8 | 3,0 | 0,5 | 1,0 | 12,0 |
| 1998     | Phoenix Suns        | 4   | 4  | 23,0 | 27,3 | 0,0  | 77,8  | 3,0 | 0,8 | 0,8 | 0,5 | 6,3  |
| 1999     | Phoenix Suns        | 3   | 3  | 39,0 | 47,5 | 22,2 | 63,6  | 5,3 | 2,7 | 2,0 | 0,3 | 15,7 |
| 2000     | Phoenix Suns        | 9   | 9  | 37,0 | 38,6 | 32,5 | 73,3  | 6,0 | 2,1 | 1,2 | 0,8 | 17,6 |
| 2001     | Phoenix Suns        | 4   | 4  | 28,5 | 42,0 | 25,0 | 63,6  | 4,0 | 1,0 | 1,5 | 0,5 | 15,0 |
| 2002     | Detroit Pistons     | 10  | 10 | 40,9 | 36,3 | 34,0 | 80,0  | 3,0 | 2,9 | 1,8 | 1,9 | 13,2 |
| 2003     | Detroit Pistons     | 17  | 17 | 30,9 | 35,8 | 37,3 | 59,5  | 2,7 | 2,9 | 0,9 | 0,8 | 9,3  |
| 2005     | N.J. Nets           | 4   | 0  | 17,8 | 40,7 | 28,6 | 100,0 | 2,5 | 1,3 | 0,8 | 0,3 | 7,0  |
| 2006     | N.J. Nets           | 8   | 0  | 24,8 | 33,3 | 31,6 | 80,0  | 3,3 | 0,6 | 1,1 | 0,4 | 4,5  |
| 2007     | N.J. Nets           | 4   | 0  | 5,0  | 16,7 | 50,0 | -     | 0,0 | 0,0 | 0,0 | 0,3 | 0,8  |
| Carriera | Carriera            | 141 | 69 | 27,6 | 39,3 | 29,8 | 62,9  | 3,9 | 1,8 | 1,0 | 0,9 | 10,3 |

#### Massimi in carriera
- Massimo di punti: 50 vs Denver Nuggets (16 gennaio 2000)[2]
- Massimo di rimbalzi: 16 vs Seattle Supersonics (22 dicembre 1992)
- Massimo di assist: 10 vs Houston Rockets (6 aprile 2004)
- Massimo di palle rubate: 6 (5 volte)
- Massimo di stoppate: 7 vs Seattle Supersonics (29 marzo 1994)
- Massimo di minuti giocati: 53 vs Indiana Pacers (10 marzo 1996)

## Record
- Le sue medie carriera sono di 14,2 punti, 4,6 rimbalzi, 1 palla rubata e 1 stoppata per un totale di 1 380 partite
- Nel 2007 lui e Kevin Willis sono stati gli unici due giocatori scelti in un draft negli anni ottanta a essere ancora in attività
- È il 7º giocatore della storia con il maggior numero di partite giocate in carriera con 1 380 presenze
- È il giocatore più alto (2,08 m) ad aver fatto più di 1 000 canestri da 3 punti; con 1 253 triple messe a segno è attualmente il 33º di tutti i tempi nella classifica di canestri da 3 punti realizzati
- Cinquantasettesimo miglior marcatore di sempre sommando ABA e NBA
- Cinquantatreesimo miglior marcatore di sempre NBA

## Palmarès
- Campione NIT (1988)
- NBA Sixth Man of the Year (1993)
- 2 volte NBA All-Defensive Second Team (2000, 2002)
- NBA All-Star (1994)
- Quarantottesimo miglior stoppatore di sempre NBA